# Mesochorus erythraeus
Mesochorus erythraeus är en stekelart som beskrevs av Dasch 1971. Mesochorus erythraeus ingår i släktet Mesochorus och familjen brokparasitsteklar. Inga underarter finns listade i Catalogue of Life.